# Badenia Automobilwerke
Die Badenia Automobilwerke AG war ein deutsches Unternehmen zur Herstellung von Automobilen mit Sitz in Hamburg und Produktionsanlagen in Ladenburg. Es wurde 1923 gegründet und ging bereits 1925 in Konkurs.

## Unternehmensgeschichte
Das Unternehmen wurde von Ingenieur Karl Guido Thetard, Carl Alexander Günther Nette, Christoph Friedrich Kuhlmann, Walter Julius Ernst Ebner und Alfred Carl Eduard Hassel im Oktober 1923 gegründet. Unter den Gründern befanden sich wohl mehrere ehemalige Mitarbeiter des Unternehmens C. Benz Söhne. Der Markenname lautete Badenia. Der Unternehmenszweck wurde mit Betrieb eines Automobilwerks in Ladenburg, Herstellung und Vertrieb von Kraftfahrzeugen, allen dazugehörenden Teilen und sonstigen Maschinenteilen, Handel mit diesen Gegenständen sowie deren Reparatur angegeben.
Bei der Gründung kurz vor dem Ende der Hochinflation betrug das Aktienkapital 30 Milliarden Mark, es wurde offiziell erst im Februar 1925 auf 24.000 Reichsmark umgestellt. Vorstand der Gesellschaft war Chr. Schickel, im Aufsichtsrat saßen zuletzt Otto Theodor Albrecht Hassel (Hamburg), Gustav Carl Kaufmann (Hamburg), Bankdirektor Gerhard Maria Fritze (Amsterdam) und Oskar Brickenstein (Düsseldorf-Oberkassel).
Im August 1925 wurde das Konkursverfahren eröffnet, zum Verwalter wurde der Mannheimer Rechtsanwalt Beyerlen bestellt. Da einige Quellen das Ende der Produktion auf 1926 datieren, dürfte die Liquidation des Unternehmens in diesem Jahr abgeschlossen worden sein. Ob beim Scheitern des Unternehmens außer den veränderten ökonomischen Rahmenbedingungen nach der Währungsstabilisierung im Allgemeinen auch individuelle Gründe eine Rolle spielten, ist wohl nicht mehr nachvollziehbar.

## Fahrzeuge
Angeboten wurde nur ein Modell. Es hatte einen Sechszylindermotor mit etwa 2000 cm³ Hubraum. Einige Quellen meinen, das Modell habe die Bezeichnung 10/40 PS getragen – allerdings hätte nach den damals in Deutschland geltenden Bestimmungen ein Motor mit 10 Steuer-PS etwa 2600 cm³ Hubraum haben müssen. Eine Quelle gibt an, dass der Motor von C. Benz Söhne stammte – jedoch gibt es allgemein keine Belege für die Produktion eines Sechszylindermotors durch dieses Unternehmen.
Durch Heranziehen von zeitgenössischen Quellen konnte Klarheit in diesen Zahlen-Wirrwarr gebracht werden: Das Modell hieß 8/40 PS. Sein Reihen-Sechszylindermotorleistete bei 66 mm Bohrung und 97 mm Hub (Hubraum 1991 cm³) 40 PS bei 4000 min. Die Zylindermaße dieses Typs treten bei keinem anderen Hersteller auf, der Motor war daher eine Eigenkonstruktion. Die Kolben waren aus Aluminium, die Ventile hängend. Das Blockgetriebe hatte außer dem Rückwärtsgang vier Vorwärtsgänge. Vorder- und Hinterachse waren an Halbelliptikfedern aufgehängt. Fuß- und Handbremse wirkten nur auf die Hinterräder Das Auto hatte Rechtslenkung und Drahtspeichenräder mit der Reifengröße 820 × 120 mm. Die Spurweite betrug 134, der Radstand 300 cm. Ob das Auto in Serie ging, ist nicht ganz klar. Wenn überhaupt, so sind nur wenige gebaut worden.